# Reprezentacja Portoryka w piłce siatkowej kobiet

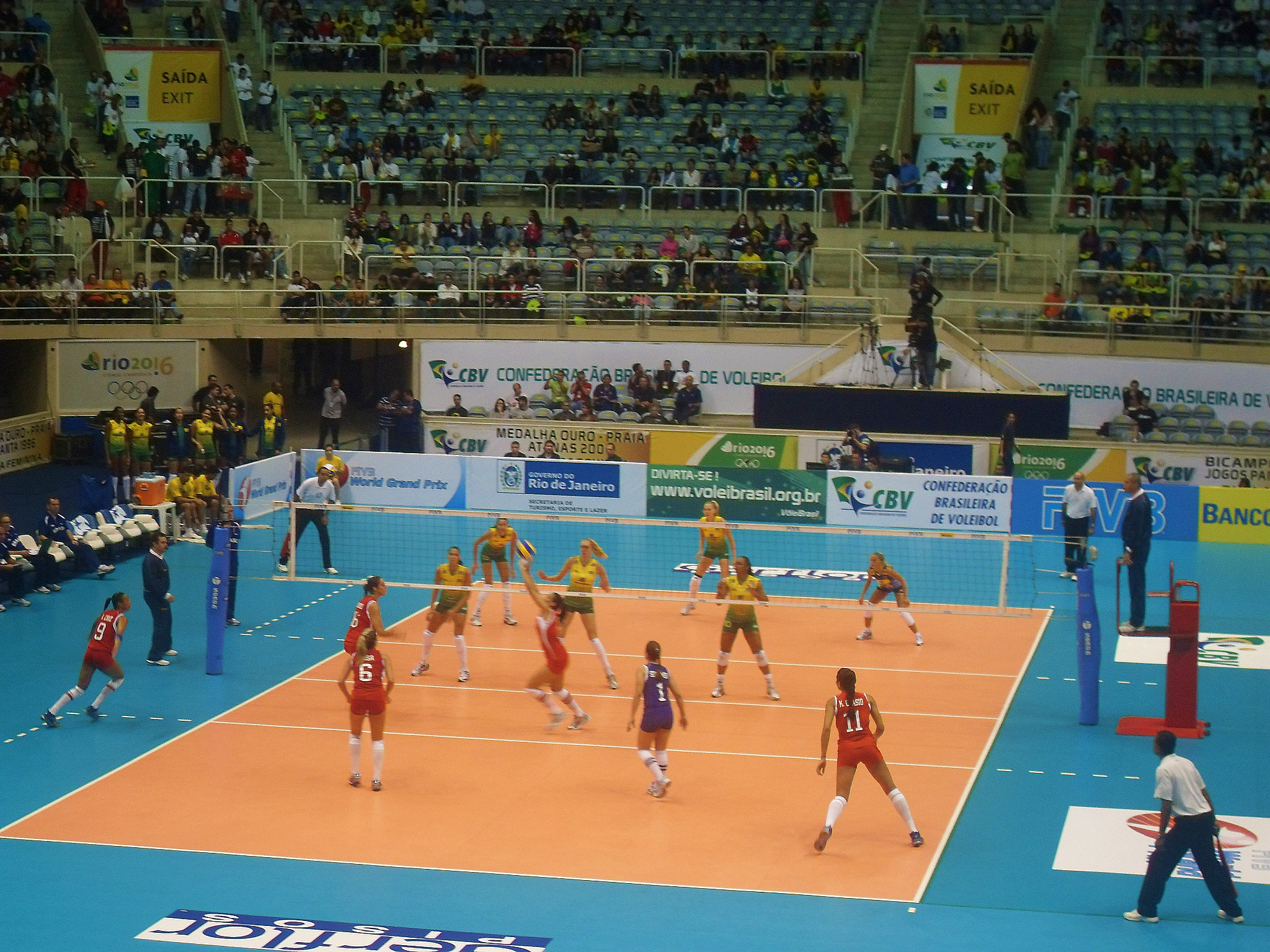
Mecz World Grand Prix 2009 Portoryko - Brazylia

Reprezentacja Portoryka w piłce siatkowej kobiet – narodowa reprezentacja tego kraju, reprezentująca go na arenie międzynarodowej. Obecnie zajmuje 18. miejsce w rankingu FIVB.

## Sukcesy
Puchar Panamerykański:
- 2016, 2023[3]
- 2009, 2014, 2017

Mistrzostwa Ameryki Północnej, Środkowej i Karaibów:
- 2009, 2021
- 2013, 2015

## Udział i miejsca w imprezach

### Igrzyska Olimpijskie
| Rok  | Kraj           | Miejsce        |
| ---- | -------------- | -------------- |
| 1964 | Tokio          | brak udziału   |
| 1968 | Meksyk         | brak udziału   |
| 1972 | Monachium      | brak udziału   |
| 1976 | Montreal       | brak udziału   |
| 1980 | Moskwa         | brak udziału   |
| 1984 | Los Angeles    | brak udziału   |
| 1988 | Seul           | brak udziału   |
| 1992 | Barcelona      | brak udziału   |
| 1996 | Atlanta        | brak udziału   |
| 2000 | Sydney         | brak udziału   |
| 2004 | Ateny          | brak udziału   |
| 2008 | Pekin          | brak udziału   |
| 2012 | Londyn         | brak udziału   |
| 2016 | Rio de Janeiro | 11-12. miejsce |
| 2020 | Tokio          | brak udziału   |

### Mistrzostwa Świata
| Rok  | Kraj             | Miejsce        |
| ---- | ---------------- | -------------- |
| 1952 | ZSRR             | brak udziału   |
| 1956 | Francja          | brak udziału   |
| 1960 | Brazylia         | brak udziału   |
| 1962 | ZSRR             | brak udziału   |
| 1967 | Japonia          | brak udziału   |
| 1970 | Bułgaria         | brak udziału   |
| 1974 | Meksyk           | 22. miejsce    |
| 1978 | ZSRR             | brak udziału   |
| 1982 | Peru             | 17. miejsce    |
| 1986 | Czechosłowacja   | brak udziału   |
| 1990 | Chiny            | brak udziału   |
| 1994 | Brazylia         | brak udziału   |
| 1998 | Japonia          | brak udziału   |
| 2002 | Niemcy           | 12. miejsce    |
| 2006 | Japonia          | 16. miejsce    |
| 2010 | Japonia          | 17. miejsce    |
| 2014 | Włochy           | 17-20. miejsce |
| 2018 | Japonia          | 14. miejsce    |
| 2022 | Polska/ Holandia | 15. miejsce    |

### Mistrzostwa Ameryki Północnej, Środkowej i Karaibów
| Rok  | Kraj              | Miejsce      |
| ---- | ----------------- | ------------ |
| 1969 | Meksyk            | brak udziału |
| 1971 | Kuba              | brak udziału |
| 1973 | Meksyk            | brak udziału |
| 1975 | Stany Zjednoczone | brak udziału |
| 1977 | Dominikana        | brak udziału |
| 1979 | Kuba              | brak udziału |
| 1981 | Meksyk            | brak udziału |
| 1983 | Stany Zjednoczone | brak udziału |
| 1985 | Dominikana        | brak udziału |
| 1987 | Kuba              | 5. miejsce   |
| 1989 | Portoryko         | 6. miejsce   |
| 1991 | Kanada            | 6. miejsce   |
| 1993 | Stany Zjednoczone | 5. miejsce   |
| 1995 | Dominikana        | 5. miejsce   |
| 1997 | Portoryko         | 5. miejsce   |
| 1999 | Meksyk            | 5. miejsce   |
| 2001 | Dominikana        | brak udziału |
| 2003 | Dominikana        | 4. miejsce   |
| 2005 | Trynidad i Tobago | 5. miejsce   |
| 2007 | Kanada            | 4. miejsce   |
| 2009 | Portoryko         | 2. miejsce   |
| 2011 | Portoryko         | 4. miejsce   |
| 2013 | Stany Zjednoczone | 3. miejsce   |
| 2015 | Meksyk            | 3. miejsce   |
| 2019 | Portoryko         | 4. miejsce   |
| 2021 | Meksyk            | 2. miejsce   |

### Grand Prix
| Rok  | Miasto          | Miejsce      |
| ---- | --------------- | ------------ |
| 1993 | Hongkong        | brak udziału |
| 1994 | Szanghaj        | brak udziału |
| 1995 | Szanghaj        | brak udziału |
| 1996 | Szanghaj        | brak udziału |
| 1997 | Kobe            | brak udziału |
| 1998 | Hongkong        | brak udziału |
| 1999 | Yuxi            | brak udziału |
| 2000 | Manila          | brak udziału |
| 2001 | Makau           | brak udziału |
| 2002 | Hongkong        | brak udziału |
| 2003 | Andria          | brak udziału |
| 2004 | Reggio Calabria | brak udziału |
| 2005 | Sendai          | brak udziału |
| 2006 | Reggio Calabria | brak udziału |
| 2007 | Ningbo          | brak udziału |
| 2008 | Yokohama        | brak udziału |
| 2009 | Tokio           | brak udziału |
| 2010 | Ningbo          | 11. miejsce  |
| 2011 | Makau           | brak udziału |
| 2012 | Ningbo          | 13. miejsce  |
| 2013 | Sapporo         | 18. miejsce  |
| 2014 | Tokio           | 15. miejsce  |
| 2015 | Omaha           | 16. miejsce  |
| 2016 | Bangkok         | 15. miejsce  |
| 2017 | Nankin          | 18. miejsce  |

### Igrzyska Panamerykańskie
| Rok  | Miasto         | Miejsce      |
| ---- | -------------- | ------------ |
| 1955 | Meksyk         | brak udziału |
| 1959 | Chicago        | 4. miejsce   |
| 1963 | San Paolo      | 5. miejsce   |
| 1967 | Winnipeg       | brak udziału |
| 1971 | Cali           | brak udziału |
| 1975 | Meksyk         | 7. miejsce   |
| 1979 | San Juan       | 8. miejsce   |
| 1983 | Caracas        | brak udziału |
| 1987 | Indianapolis   | brak udziału |
| 1991 | Hawana         | 5. miejsce   |
| 1995 | Mar del Plata  | brak udziału |
| 1999 | Winnipeg       | brak udziału |
| 2003 | Santo Domingo  | 6. miejsce   |
| 2007 | Rio de Janeiro | 6. miejsce   |
| 2011 | Guadalajara    | 5. miejsce   |
| 2015 | Toronto        | 4. miejsce   |
| 2019 | Lima           | 5. miejsce   |